# Mühlenstraße 3 (Korschenbroich)

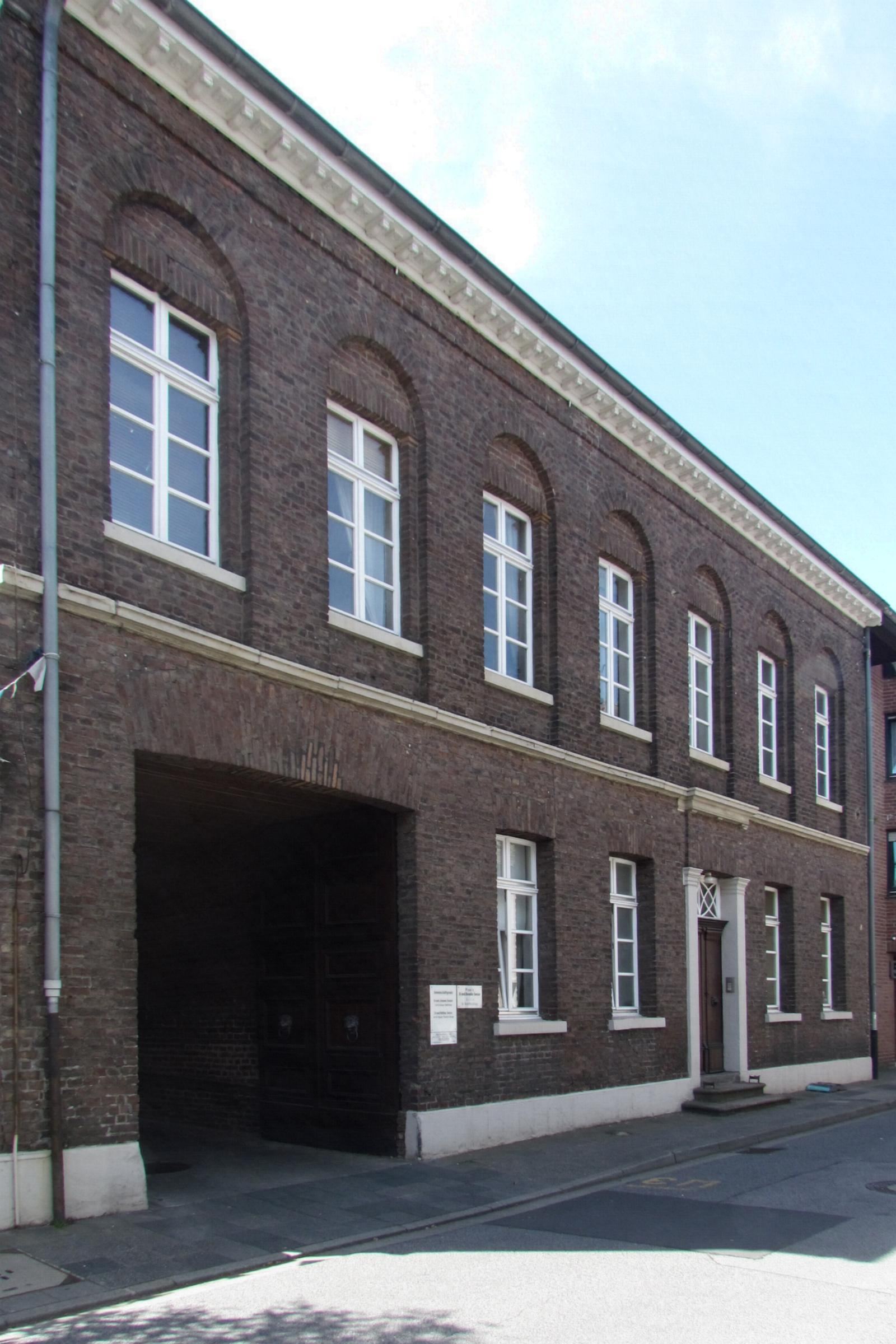
Wohnhaus

Das Wohnhaus Mühlenstraße 3 steht in Korschenbroich im Rhein-Kreis Neuss in Nordrhein-Westfalen.
Das Gebäude wurde Ende des 19. Jahrhunderts erbaut und unter Nr. 016 am 21. August 1985 in die Liste der Baudenkmäler in Korschenbroich eingetragen.

## Architektur
Es handelt sich um ein zweigeschossiges Haus in sieben Achsen, links mit Toreinfahrt. Das Gebäude ist aus Backstein gebaut.